# 폭스 레이싱
폭스 헤드 주식회사(Fox Head Inc.), 폭스 레이싱(Fox Racing)이라는 이름으로 운영되고 있는 기업은 1974년에 설립된 미국의 익스트림 스포츠(주로 모터크로스와 산악자전거), 보호 장비 및 라이프스타일 의류 브랜드이다. 폭스는 사기업으로, 창립자와 그의 아들 그레그 폭스와 피트 폭스에 의해 운영되며, 주식회사 알타몬트 캐피털 파트너스(Altamont Capital Partners)가 소유하고 있다. 스포츠 의류로 구성된 폭스 디자인. 개발, 유통은 전 세계적으로 이루어지고 있다.

## 역사
폭스 레이싱(Fox Racing)과 폭스 레이싱 헉스(Fox Racing Shox)의 초기 역사는 서로 얽혀 있었다. 폭스 레이싱 헉스()는 제프 폭스(Geoff Fox)의 동생 밥 폭스(Bob Fox)가 설립한 오프로드 레이싱 서스펜션 브랜드이다. 폭스 레이싱 헉스는 원래 모토-X 폭스(Moto-X Fox)의 산하에 있었다. 1977년 밥의 부서는 폭스 팩토리 주식회사(Fox Factory, Inc.)라는 별도의 회사로 분리되었다.
폭스 헤드의 본사는 캘리포니아주 어바인(Irvine)에 있으며, 추가 지사는 스페인 바르셀로나, 캐나다 앨버타주 캘거리에 있다. 폭스는 모터크로스용 의류를 개발함으로써 사업을 구축했다. 리키 카마이클(Ricky Carmichael), 제임스 스튜어트(James Stewart), 데이먼 브래드쇼(Damon Bradshaw), 릭 존슨(Rick Johnson), 마크 베넷(Mark Barnett), 도그 헨리(Doug Henry), 제레미 맥그레트(Jeremy McGrath), 스티브 램손(Steve Lamson)과 같은 라이더들을 후원하고 가까이서 작업함으로써, 라이더들에게 보호, 성능, 이동의 자유를 제공하는 경주복을 연구하고 개발해왔다. 그들은 또한 야마하를 위한 레이싱 엔진을 만들고 개발하곤 했다.
폭스 레이싱은 1974년 2월 샌타 클라라(Santa Clara) 대학에서 물리학을 가르친 제프 폭스(Geoff Fox)가 캘리포니아 캠벨에 있는 1500㎡(140㎡) 규모의 건물에서 유럽산 모터크로스 부품과 액세서리를 유통하는 모토-X 폭스(Moto-X 폭스)를 창업하면서 처음 문을 열었다. 2년 내에 모토-X 폭스(Moto-X Fox)는 트랙에서 유리한 위치를 노리는 레이서들을 위한 서스펜션과 엔진 부품을 제조하게 되었다. 1977년 봄, 제프리(Geoff)는 그의 제품이 경쟁사 제품보다 우수하다는 것을 대중에게 보여주기로 결심했다. 그는 개인 소유의 전문 모터크로스 팀인 팀 모토-X 폭스(Team Moto-X Fox.)을 만들었다. 팀 모토-X 폭스의 라이더들은 일본의 독점적인 팀과 대결하여 시리즈에서 가장 높은 비독점 라이더가 되었고, 경쟁이 치열한 AMA 125 cc 내셔널 챔피언십 시리즈에서 5위, 6위, 7위를 차지했다.
시리즈가 진행되는 동안, 팀 모토-X 폭스 선수들은 밝은 빨간색, 녹색, 오렌지색의 경주복을 입었다. 폭스에 의해 수제로 제작된 이 옷은 팬들 사이에서 큰 인기를 끌었고, 관심 있는 매니아들은 캠프벨(Campbell)에 있는 폭스 상점에 문의하기 시작했다. 1980년, 폭스 팀의 라이더 마크 바넷(Mark Barnett)이 첫 전국 선수권 대회에서 우승했고, 2년 후 브래드 래키(Brad Lackey)가 첫 모터크로스 세계 선수권 대회에서 우승했으며 이후 20여 년 동안 폭스가 후원한 라이더들은 40개 이상의 전국 모터크로스 및 슈퍼크로스 선수권 대회(Super cross Championships)에서 우승했다. 2006년 폭스 라이더 리키 카마이클(Ricky Carmichael)은 AMA 슈퍼크로스 챔피언십(AMA Supercross Championship)에서 우승했고, 폭스 라이더 제임스 스튜어트는 FIM 월드 슈퍼크로스 챔피언십에서 우승했다.
2006년 7월, 폭스 레이싱은 폭스 헤드 주식회사로 사명을 변경하기로 결정했으며,.그해 가을까지 완료되었다. 폭스는 이러한 변화가 산악자전거, 웨이크보드, 서핑과 같은 모터크로스 외에도 다른 상품으로 확장되는 데 도움이 될 것이라고 판단했다.
피터 폭스(Peter Fox)는 2008년 CEO로 임명되었으며, 그렉 폭스(Greg Fox)는 관리자 부서에 남아 있다. 피터 폭스(Peter Fox)는 그 후 회사를 떠났다. 하지만 2014년, 폭스 헤드(Fox Head)가 알타몬트 캐피털 파트너스(Altamont Capital Partners)에 인수되면서 창업자와 그의 아들을 회사 책임자로 남겨둔 채 다시 합류했다.

## 소매 및 유통

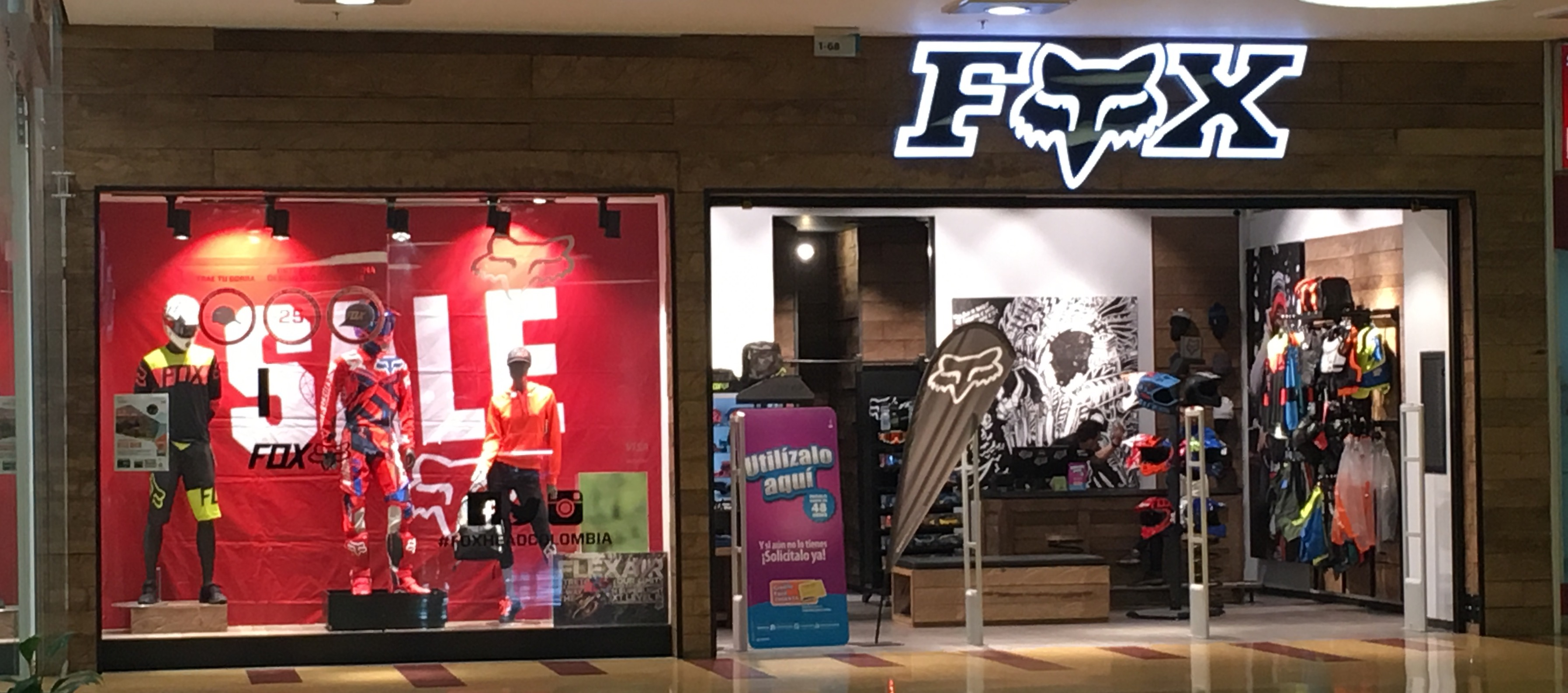
콜롬비아 보고타 하유엘로스(Hayuelos) 몰의 폭스 본사 매장

폭스 제품들은 호주, 브라질, 캐나다, 콜롬비아, 일본, 뉴질랜드, 페루, 남아프리카, 영국, 미국, 멕시코 등 50여 개국의 유통업체 및 파트너와 함께 전 세계에 판매되고 있다.

## 폭스 팀(Fox Teams)
모터사이클, BMX, 서핑, 산악 자전거, 웨이크보딩 등의 다양한 스포츠 종목에서 폭스 팀을 위해 사람들을 모집한다.